# Fender Burn
Fender Burn är ett vattendrag i Storbritannien.   Det ligger i kommunen Perth and Kinross och riksdelen Skottland, i den norra delen av landet. Fender Burn mynnar i River Tilt.